# Oyapock
Il fiume Oyapock o Oiapoque (in francese Fleuve Oyapock; in portoghese Rio Oiapoque) è un fiume sudamericano che segna buona parte del confine internazionale tra la Guyana francese ed il Brasile.
Il fiume nasce in Brasile nella Serra di Tumucumaque e scorre prevalentemente verso nord-est, segnando il confine tra il dipartimento d'oltremare francese della Guyana e lo Stato brasiliano di Amapá. Riceve numerosi affluenti sia da nord che da sud prima di sfociare con un lungo e ampio estuario nell'Oceano Atlantico.
Presso l'estuario nella parte francese è presente la collina Montagne d'argent.
Nel 2008 si è dato inizio ai lavori di costruzione di un ponte strallato che collegherà i centri abitati di Oiapoque in Brasile e Saint-Georges-de-l'Oyapock nella Guyana francese.